# 水原紫織
水原 紫織（みずはら しおり、1959年 - ）は、日本の春画家、現代浮世絵師、邦楽作曲家、戯曲作家。別名として、性（せい）がある。

## 概要
東京スポーツで春画を10年間連載した。また邦楽作曲家としては、2007年の東京芸術大学120周年記念「ジャズin藝大 邦楽転生」で、性の雅号でおおとりの組曲『日本の四季』を共同作曲している。現在は香港で現代浮世絵師として活動中。

## 来歴
1987年、警視庁のマスコットキャラクターピーポくんの紙芝居など交通安全公告を製作。
1988年-1989年、朝日新聞家庭欄でイラストを連載。1989年、第15回参議院議員通常選挙に立候補した原発いらない人びと党の活動に参加。
1990年-1999年、東京スポーツで春画を連載。
2007年、東京芸大120周年記念コンサート『ジャズin藝大 邦楽転生』にて、おおとりの組曲『日本の四季』を山本邦山等と共同作曲。
2008年、車いすでも参加できる運動会ダンス曲『わっしょいタンゴ』を作詞作曲。
2009年、戯曲『真相天保水滸伝』を、千葉県旭市で開催された飯岡助五郎没後150周年記念イベントで発表。同年、千葉県の第55回茂原七夕まつりで、江戸古来の七夕祭りを再現するとともに廃絶した七夕音楽「七調子管弦」と七拍子の郢曲を作曲し、ジョン・海山・ネプチューン等によって実演された。

## 画像解析
2015年1月27日付けの東スポに、ISILの人質となった湯川遥菜の死体画像は肘関節が2つあるため偽物とコメントしている。
2016年6月30日付けの東スポに、東京高裁の岡口基一裁判官がウエブ上に公開した自撮り写真は、「陰茎（ペニス）の先っぽをチラリとさらしていますよ。わいせつ物陳列罪ですよ。」とコメントしている。

## 著書
- 『もう1人の「明治天皇」箕作奎吾』ヒカルランド、2020年1月27日。ISBN：978-4864718202
- 『特攻兵器「原爆」』2021年7月1日。ISBN：978-4864715829
- 『ユダヤ教と縄文の聖人 隠されてきたタブー史』2024年7月18日。ISBN：978-4867423936